# Göttingen International Ethnographic Film Festival

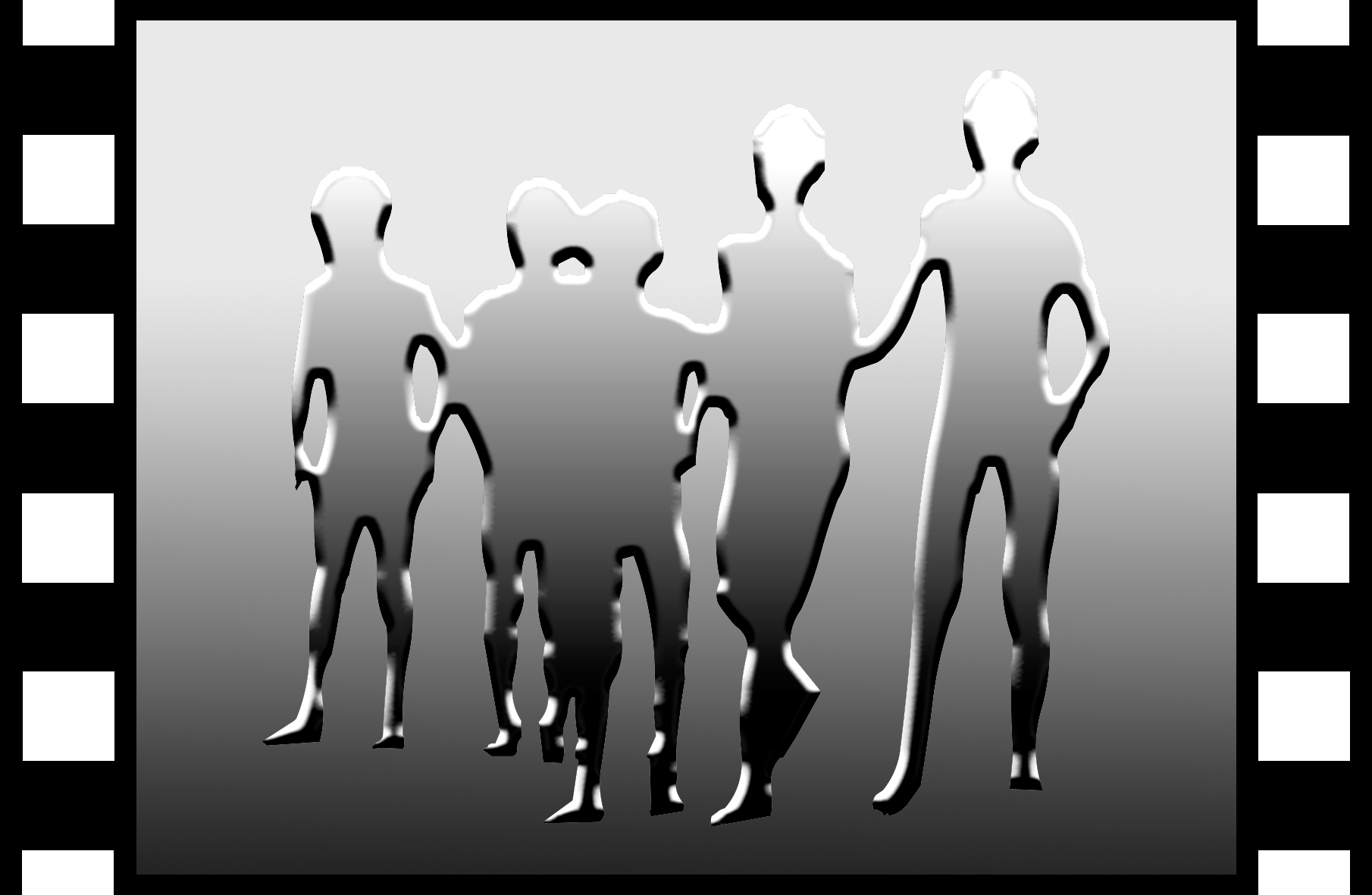
Göttingen International Ethnographic Film Festival

Das Göttingen International Ethnographic Film Festival (GIEFF), ab 2016 German International Ethnographic Film Festival ist ein Filmfestival im Bereich des ethnographischen Films. Im Mittelpunkt des Festivals stehen kulturwissenschaftliche und Dokumentarfilme über aktuelle Themen der Ethnologie, Kultur- und Sozialanthropologie, der Soziologie, sowie vermehrt auch benachbarter Fächer und Themenbereiche. Präsentiert werden ethnographische Filme aus aller Welt.

## Geschichte
Das Festival wurde 1993 vom Institut für den Wissenschaftlichen Film (später umbenannt in IWF Wissen und Medien) gegründet. Ab 1994 fand es alle zwei Jahre, abwechselnd mit dem freiburger film forum, in der Himmelfahrtswoche im Mai in Göttingen statt. 2007  gründete sich der Verein GIEFF e.V., der die Organisation des Filmfests übernahm. 2016 fand das Festival zum ersten Mal aufgeteilt sowohl in Göttingen als auch in Koblenz statt. 2017 wurde das Festival in „German International Ethnographic Film Festival“ umbenannt. Damit war der Weg frei, es auch einmal in einer anderen Stadt stattfinden zulassen wie z. B. 2018 in Koblenz. Seit 2020 findet das Festival wieder in Göttingen statt.

## Ziele
Ziel ist es, neue nationale und internationale Produktionen zu sammeln und einem breiten Publikum vorzustellen. Begleitet werden die Vorführungen von Diskussionen, die ein tieferes Verständnis und den interkulturellen Dialog fördern. Das GIEFF legt Wert auf:
- innovative (dokumentar)filmische Ansätze
- Produktionen, die von besonderer Nähe und Einsicht gekennzeichnet sind
- die filmische Auseinandersetzung mit aktuellen kulturellen und gesellschaftlichen Prozessen
- Beiträge von Filmschaffenden aus nicht-westlichen Ländern
- Produktionen, die außerhalb des Fernsehens realisiert werden
- Nachwuchsförderung durch einen studentischen Filmwettbewerb

### Nachwuchsförderung
Die Förderung des Nachwuchses ist den Veranstaltern wichtig. Der studentische Wettbewerb (Student Competition) bildet deshalb einen Schwerpunkt des Festivals. Der Student Award wird von einer dreiköpfigen Jury aus Experten vergeben.

### Kommunikation und Diskussion
Das Festival ist ein Treffpunkt für Studierende, Lehrende und Filmschaffende aus den Sozial- und Kulturwissenschaften sowie aus dem Bereich des Dokumentarfilms. Überregionale Vernetzung ist für das Festival wesentlich. Travelling GIEFF ist zu einem Bestandteil des Festivals geworden. Das GIEFF ist Mitglied der europäischen Koordination CAFFE – Coordingating Anthropological Film Festivals in Europe.

## Belege
1. ↑  German (Göttingen) International Ethnographic Film Festival. In: gieff.de. 15. Dezember 2017, abgerufen am 10. März 2018 (englisch).
2. ↑  CAFFE - Coordinating Anthropological Film Festivals in Europe  (englisch).